# Elezioni parlamentari in Estonia del 1932
Le elezioni parlamentari in Estonia del 1932 si svolsero tra il 21 e il 23 maggio per il rinnovo del Riigikogu.
Rispetto alle precedenti consultazioni si affermarono due nuovi soggetti politici:
- il Partito dei Contadini Uniti (Ühinenud Põllumeeste Erakond, ufficialmente Põllumeestekogud ja Põllumeeste, Asunikkude ning Väikemaapidajate Koondis), affermatosi dalla confluenza tra Assemblee dei Contadini (di orientamento conservatore) e Partito dei Coloni (di orientamento progressista);
- il Partito Nazionale di Centro (Rahvuslik Keskerakond), costituitosi attraverso la fusione tra Partito Estone del Lavoro, Unione Popolare Estone, Partito Popolare Cristiano e vari gruppi minori.

Come stava avvenendo nel resto dell'Europa e in risposta alla rivoluzione russa, anche in Estonia, iniziavano ad affermarsi sempre più i partiti di destra, che godevano di un ampio consenso.

## Risultati
| Liste                                           | Voti    | %     | Seggi |
| ----------------------------------------------- | ------- | ----- | ----- |
| Partito dei Contadini Uniti                     | 199 035 | 39,77 | 42    |
| Partito Nazionale di Centro                     | 110 662 | 22,11 | 23    |
| Partito Socialista Estone dei Lavoratori        | 104 835 | 20,95 | 22    |
| Lavoratori e Poveri della Destra                | 25 966  | 5,19  | 5     |
| Partiti russi                                   | 25 246  | 5,04  | 5     |
| Partito Germano-Baltico - Lega Popolare Svedese | 15 527  | 3,10  | 3     |
| Unione Nazionale del Lavoro                     | 9 597   | 1,92  | –     |
| Operai e Contadini Socialisti - Partito Russo   | 5 191   | 1,04  | –     |
| Associazione dei Contadini                      | 4 453   | 0,89  | –     |
| Totale                                          | 500 512 | 100   | 100   |

Dati affluenza
- Votanti eleggibili: 737.930 (senza i militari)
- Affluenza: 495.313 (671%) (+ 8587 voti dei militari)
- Voti non validi: 3.388 (con militari); 0,7%
- Voti validi: 500.512; 99,3%